# Seria A polska w rugby (1993)
Seria A polska w rugby (1993) – trzydziesty siódmy sezon najwyższej klasy ligowych rozgrywek klubowych rugby union w Polsce. Tytuł mistrza Polski zdobyło Ogniwo Sopot, drugie miejsce zajęła Lechia Gdańsk, a trzecie Budowlani Lublin.

## Uczestnicy rozgrywek
W pierwszej części sezonu Serii A wzięło udział sześć drużyn (te, które zajęły miejsca od pierwszego do szóstego w poprzednim sezonie): Ogniwo Sopot, Budowlani Lublin, Budowlani Łódź, Lechia Gdańsk, AZS AWF Warszawa i Posnania Poznań. W rundzie jesiennej stawkę drużyn walczących o udział w Serii A w kolejnym sezonie uzupełniły dwa najlepsze zespoły Serii B tego sezonu: Pogoń Siedlce i Orkan Sochaczew.

## Przebieg rozgrywek
Rozgrywki toczyły się systemem wiosna – jesień. Podzielone były na dwie fazy. W pierwszej sześć drużyn Serii A grało każdy z każdym, mecz i rewanż. Następnie cztery najlepsze zespoły Serii A grały o miejsca 1–4 i mistrzostwo Polski, każdy z każdym, mecz i rewanż, z zaliczeniem wyników uzyskanych wiosną. Z kolei dwie najsłabsze zespoły Serii A i dwa najlepsze zespoły Serii B grały o 5–8 miejsce i Puchar Ligi (każdy z każdym, mecz i rewanż). Drużyny z miejsc piątego i szóstego w kolejnym sezonie grały w Serii A, a z siódmego i ósmego – w Serii B.

### Pierwsza faza
Wyniki spotkań:
|                  | Ogniwo Sopot | Budowlani Lublin | Budowlani Łódź | Lechia Gdańsk | AZS AWF Warszawa | Posnania Poznań |
| Ogniwo Sopot     | –            | 15:7             | 12:7           | 29:6          | 26:3             | 94:3            |
| Budowlani Lublin | 47:5         | –                | 29:10          | 18:6          | 46:10            | 26:0            |
| Budowlani Łódź   | 3:13         | 9:9              | –              | 16:16         | 20:29            | 33:6            |
| Lechia Gdańsk    | 17:10        | 37:6             | 14:10          | –             | 36:12            | 56:10           |
| AZS AWF Warszawa | 5:8          | 17:31            | 17:19          | 3:3           | –                | 15:9            |
| Posnania Poznań  | 20:20        | 6:44             | 26:12          | 3:17          | 9:17             | –               |

Tabela końcowa pierwszej fazy (na zielono wiersze z drużynami, które miały grać o mistrzostwo, a na żółto z drużynami, które miały grać o utrzymanie się w Serii A):
| Pozycja | Drużyna          | Punkty razem | Bilans punktów |
| ------- | ---------------- | ------------ | -------------- |
| 1       | Budowlani Lublin | 25           | 263:115        |
| 2       | Ogniwo Sopot     | 25           | 232:118        |
| 3       | Lechia Gdańsk    | 24           | 208:117        |
| 4       | AZS AWF Warszawa | 17           | 128:207        |
| 5       | Budowlani Łódź   | 16           | 139:171        |
| 6       | Posnania Poznań  | 13           | 92:334         |

### Druga faza

#### Rozgrywki o miejsca 1–4 i mistrzostwo Polski
Wyniki spotkań:
|                  | Budowlani Lublin | Ogniwo Sopot | Lechia Gdańsk | AZS AWF Warszawa |
| Budowlani Lublin | –                | 6:10         | 9:12          | 25:0             |
| Ogniwo Sopot     | 11:0             | –            | 15:9          | 34:3             |
| Lechia Gdańsk    | 16:6             | 16:12        | –             | 56:14            |
| AZS AWF Warszawa | 17:26            | 0:44         | 3:33          | –                |

Tabela końcowa:
| Pozycja | Drużyna          | Punkty razem | Bilans punktów |
| ------- | ---------------- | ------------ | -------------- |
| 1       | Ogniwo Sopot     | 41           | 358:152        |
| 2       | Lechia Gdańsk    | 40           | 350:176        |
| 3       | Budowlani Lublin | 35           | 335:181        |
| 4       | AZS AWF Warszawa | 23           | 176:425        |

#### Rozgrywki o miejsca 5–8 i Puchar Ligi
Wyniki spotkań:
|                 | Budowlani Łódź | Posnania Poznań | Pogoń Siedlce | Orkan Sochaczew |
| Budowlani Łódź  | –              | 15:3            | 10:10         | 94:3            |
| Posnania Poznań | 25:18          | –               | 15:9          | 9:0 (wo)        |
| Pogoń Siedlce   | 10:16          | 9:0 (wo)        | –             | –               |
| Orkan Sochaczew | 0:44           | 3:29            | 8:27, 0:3     | –               |

Tabela końcowa (na czerwono wiersze z drużynami, która spadały w kolejnym sezonie do Serii B):
| Pozycja | Drużyna         | Punkty razem | Bilans punktów |
| ------- | --------------- | ------------ | -------------- |
| 5       | Budowlani Łódź  | 15           | 197:51         |
| 6       | Pogoń Siedlce   | 13           | 68:49          |
| 7       | Posnania Poznań | 13           | 81:54          |
| 8       | Orkan Sochaczew | 5            | 14:206         |

## Seria B
Równolegle z rozgrywkami Serii A odbywała się rywalizacja w Serii B. Wzięło w niej udział osiem drużyn (dołączył zespół Rugby Klub Kraków 1993). Rozgrywki toczyły się w systemie wiosna – jesień, kilkuetapowo. W pierwszej fazie drużyny były podzielone na dwie grupy po 4 zespoły (podziału dokonano kierując się lokalizacją klubów), w których drużyny rozgrywały mecze każdy z każdym, mecz i rewanż. Dwie najlepsze drużyny z każdej grupy grały baraże o awans do rozgrywek o Puchar Ligi – dwumecze pomiędzy zwycięzcami grup i drugimi drużynami z drugiej grupy. Awansować mieli zwycięzcy tych dwumeczy: Orkan Sochaczew i Legion Legionowo, ten ostatni jednak zrezygnował i w jego miejsce do rozgrywek o Puchar Ligi awansowała pokonana w barażu Pogoń Siedlce. Pozostałe drużyny (pokonane w barażach i te, które do baraży nie awansowały) grały w końcówce sezonu o Puchar Polskiego Związku Rugby systemem każdy z każdym, mecz i rewanż. Na tym etapie z rozgrywek wycofały się zespoły Budowlani Olsztyn, Lotnik Pruszcz Gdański i ROC Poznań, a zwycięstwo odnieśli Czarni Bytom.

## Inne rozgrywki
W finale Pucharu Polski Ogniwo Sopot pokonało Lechię Gdańsk 18:3. W mistrzostwach Polski juniorów zwycięstwo odniosło Ogniwo Sopot, a wśród kadetów Budowlani Łódź. 

## Nagrody
Najlepszym zawodnikiem został wybrany przez Polski Związek Rugby Dariusz Jaroszewicz, a trenerem Maciej Powała-Niedźwiecki.